# Чепинога, Виталий Михайлович
Виталий Михайлович Чепинога (род. 28 мая 1969, Скородистик, Черкасская область) — украинский политик, блогер.  Народный депутат Украины V, VI, VIII созывов.

## Образование
В 1997 году окончил историко-правовой факультет Национального педагогического университета им. М. Драгоманова.

## Трудовая деятельность
После службы в армии работал в Чернобаевском райкоме комсомола, был корреспондентом газеты «Светлый путь».
Сентябрь 1996 — июль 1998 — главный редактор информационного бюллетеня «Факел», главный редактор «Вестника Научного общества им. В. Липинского».
С 1997 года работал в информационно-аналитической службе Христианско-демократического союза «Вперёд, Украина!», позже — партий «Реформы и порядок» и «Молодая Украина».
Был членом совета объединения «Молодая Украина». Также работал в Украинском фонде поддержки реформ, корреспондентом газет «День», «Всеукраинские ведомости», заведующий отделом «Story» журнала «Компаньон», корреспондентом еженедельника «Московские новости» на Украине.
С 1997 — руководитель Комитета по вопросам прессы и информации в оппозиционном Кабинете Министров, в пресс-службе «Блока Юлии Тимошенко».
Февраль — сентябрь 2005 — пресс-секретарь Премьер-министра Украины — руководитель Пресс-службы Кабинета Министров Украины.
4 января 2008 года был назначен советником Премьер-министра Украины на общественных началах.
Соавтор книги «Происхождение свободы» (1996). Один из авторов юмористического сайта repka.club.

## Парламентская деятельность
Народный депутат Украины 5-го созыва с 25 мая 2006 до 14 июня 2007 от «Блока Юлии Тимошенко», № 87 в списке. На время выборов: пресс-секретарь ВО «Батькивщина», беспартийный. Член фракции «Блок Юлии Тимошенко» (с мая 2006). Член Комитета по вопросам семьи, молодежной политики, спорта и туризма (с июля 2006). 14 июня 2007 года досрочно прекратил свои полномочия во время массового сложения мандатов депутатами-оппозиционерами с целью проведения внеочередных выборов в Верховную раду.
Народный депутат Украины 6-го созыва с 23 ноября 2007 до 12 декабря 2012 от «Блока Юлии Тимошенко», № 87 в списке. На время выборов: временно не работает, член ВО «Батькивщина». Член фракции «Блок Юлии Тимошенко» (с ноября 2007). Член Комитета по вопросам семьи, молодежной политики, спорта и туризма (с декабря 2007), председатель подкомитета по вопросам курортов и рекреационной деятельности (с января 2008).
Народный депутат Украины 8-го созыва с 27 ноября 2014 по 29 августа 2019 от «Блока Петра Порошенко», № 56 в списке. На время выборов: временно не работает, беспартийный, проживает в развивающихся городе Киеве, судимость отсутствует, включен в избирательный список под № 56.

## Награды и государственные ранги
Государственный служащий 3-го ранга (с марта 2005).